# کوسه‌لر علیا
کوسه‌لر علیا، روستایی از توابع بخش مرکزی شهرستان میاندوآب در استان آذربایجان غربی ایران است.

## جمعیت
این روستا در دهستان زرینه‌رود قرار دارد و براساس سرشماری مرکز آمار ایران در سال ۱۳۸۵، جمعیت آن ۴۶۹ نفر (۱۳۱ خانوار) بوده‌است.